# سرچشمه (اسفراین)
سرچشمه (اسفراین)، روستایی از توابع بخش مرکزی شهرستان اسفراین در استان خراسان شمالی ایران است.

## جمعیت
این روستا در دهستان میلانلو قرار دارد و براساس سرشماری مرکز آمار ایران در سال ۱۳۸۵، جمعیت آن ۳۵۵ نفر (۸۰خانوار) بوده‌است.

## موقعیت
روستای سرچشمه در بخش مرکزی دهستان میلانلو و در 35 کیلومتری شمال شرقی شهرستان اسفراین استان خراسان شمالی قرار دارد.

## وجه تسمیه
وجه تسمیه این روستا به خاطر چشمه‌های فراوان این روستا می‌باشد که سر آمد آن چهل چشمه که در ابتدا ورودی روستا قرار دارد.

## مردم‌شناسی
مردم این روستا با زبان کردی کرمانجی صحبت می‌کنند. 

## آب و هوا
این روستا واقع در دامنه سرسبز رشته کوههای شاه جهان با آب و هوای سرد و معتدل است.

## محصولات
عمده محصولات باغی سیب -زرد آلو- گیلاس-گلابی-آلو و گردو است محصولات دیگری نیز مثل خیار -سیب زمینی -پیاز-گوجه فرنگی نیز کشت  می گردد.

## شغل اهالی
شغل آنان دامداری - کشاورزی - باغداری و پرورش ماهیان سرد آبی است .